# Kristen Faulkner

Kristen Faulkner, född 18 december 1992, är en amerikansk professionell landsvägscyklist.

## Karriär
Faulkner har tävlat professionellt sedan 2020. Hon blev nationell nationell mästare i linjeloppet 2024. Vid OS 2024 tog hon guld i linjeloppet och bancyklingens lagförföljelse.